# Кахонга
Кахонга — ударний перкусійний інструмент, суміш кахона та бонгів. Він з'явився при поєднанні цих інструментів у один. Виготовляється з деревини, рідше з пластику. Замість верхньої шкіряної мембрани, як у бонґів, має подібну до кахона фанерну чи пластикову пластину.

## Історія
Кахонга досить молодий інструмент, що з'явився в результаті поєднання конструкцій бонґів та кахона у одне ціле. Його звук також досить схожий на звучання кахона та бонґів, але і має характерні вдмінності.

## Будова
Кахонга може мати заокруглений, квадратний або багатокутний, подібний до трапеції корпус. Вона виготовляється з деревини. На верхній частині корпусу розташована фанерна, рідше пластикова мембрана.

## Техніка гри
На кахонзі грають руками, рідше щітками чи паличками. Сформованої техніки гри на цьому інструменті поки не існує.